# 岡特因子
岡特因子（Gaunt factor）也稱為克拉莫-岡特因子（Kramers-Gaunt factor），符號為gff，是古典物理計算連續譜的吸收或發射中的校正係數。若古典物理計算的值已相當接近，其岡特因子可設定為1.0。若量子力學已有相當的影響，岡特因子會大於一或小於一，因此可以用岡特因子來考慮量子力學以及其他作用下的修正量。
岡特因子得名自英國物理學家約翰·亞瑟·岡特（John Arthur Gaunt），他主要研究量子力學在連續譜上的吸收。岡特在1930年的著作用了g函數，而苏布拉马尼扬·钱德拉塞卡在1939年稱為岡特因子。因為岡特整合了汉斯·克喇末的研究，有時也會稱為克拉莫-岡特因子（Kramers-Gaunt factor）。

## 延伸閱讀
- Gaunt, J. A. . Philosophical Transactions of the Royal Society of London. Series A, Containing Papers of a Mathematical or Physical Character. 1930, 229 (670–680): 163–204. Bibcode:1930RSPTA.229..163G. doi:10.1098/rsta.1930.0005.